# Serrolecanium tobai
Serrolecanium tobai är en insektsart som först beskrevs av Kuwana 1932.  Serrolecanium tobai ingår i släktet Serrolecanium och familjen ullsköldlöss. Inga underarter finns listade i Catalogue of Life.